# Meir (Tranvía de Amberes)
La estación de Meir es una estación de la red de Tranvía de Amberes, perteneciente a la sección del premetro, operada por las líneas    y .
Se encuentra en el túnel oeste de la red, bajo la calle Meir.

## Presentación
La estación fue inaugurada el 25 de marzo de 1975. Es una de las más antiguas del Premetro de Amberes.
El primer nivel contiene las máquinas dispensadoras, estando los andenes en el segundo.
En 2004, se construyeron unos ascensores. Además, se adaptó la estación a personas con movilidad reducida.
Al nivel de la calle, hay dos paradas de las líneas  y .

## Intermodalidad
| Antwerpen Meirburg                                                                                                 |                    |
| Tranvía de Amberes                                                                                                 |                    |
| --- | ------------------ |
| \| Línea \| Recorrido \| \| ----- \| ------------------ \| \| \| Hoboken ↔ Silsburg \| \| \| Eilandje ↔ Mortsel \| |                    |
| Línea | Recorrido          |
| | Hoboken ↔ Silsburg |
| | Eilandje ↔ Mortsel |